# Eucalyptus olida
Eucalyptus olida ist eine Pflanzenart innerhalb der Familie der Myrtengewächse (Myrtaceae). Sie kommt im nördlichen Tafelland im Nordosten von New South Wales vor und wird dort „Manna Gum“ genannt.

## Beschreibung

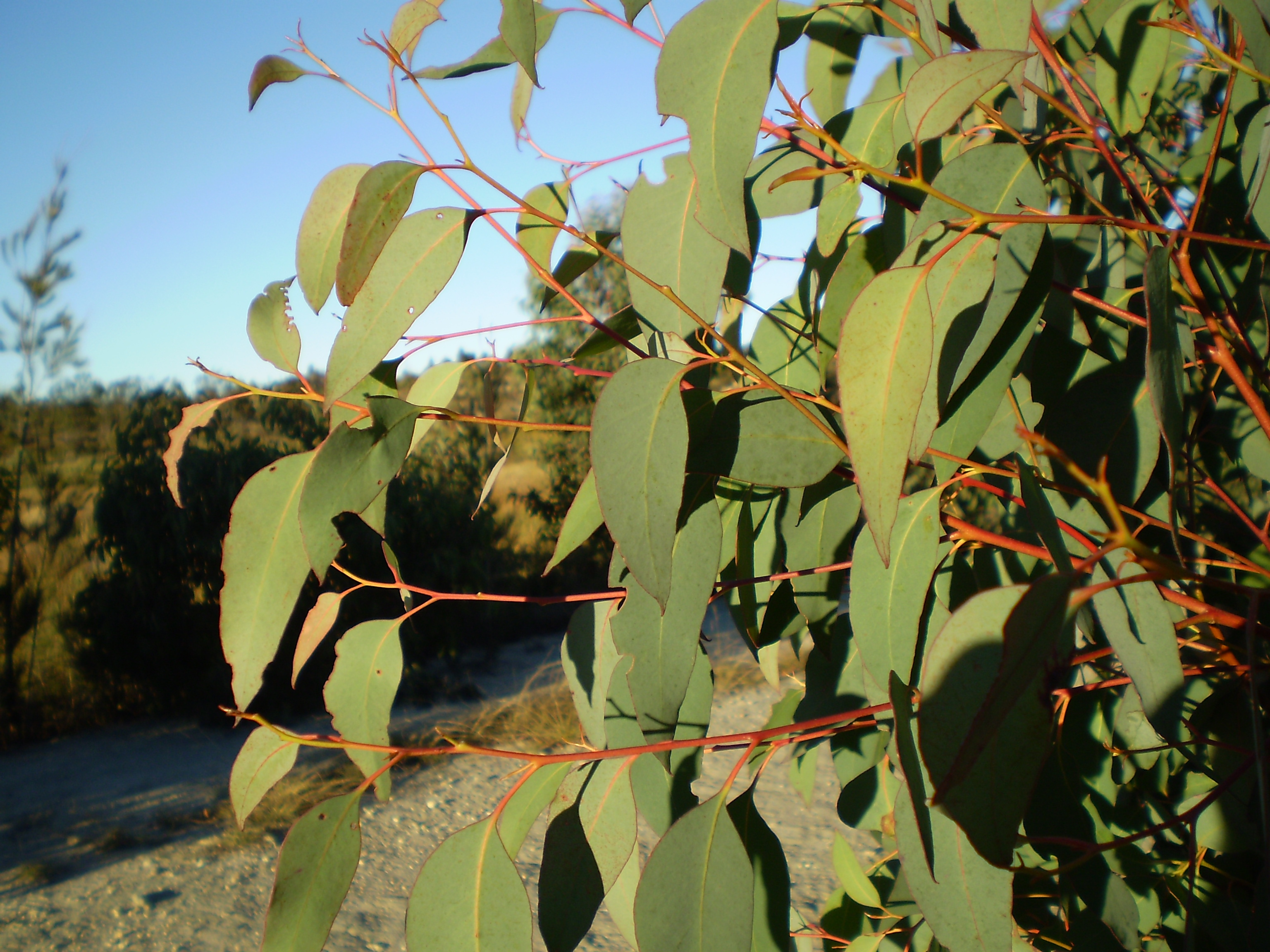
Laubblätter an jungem Exemplar

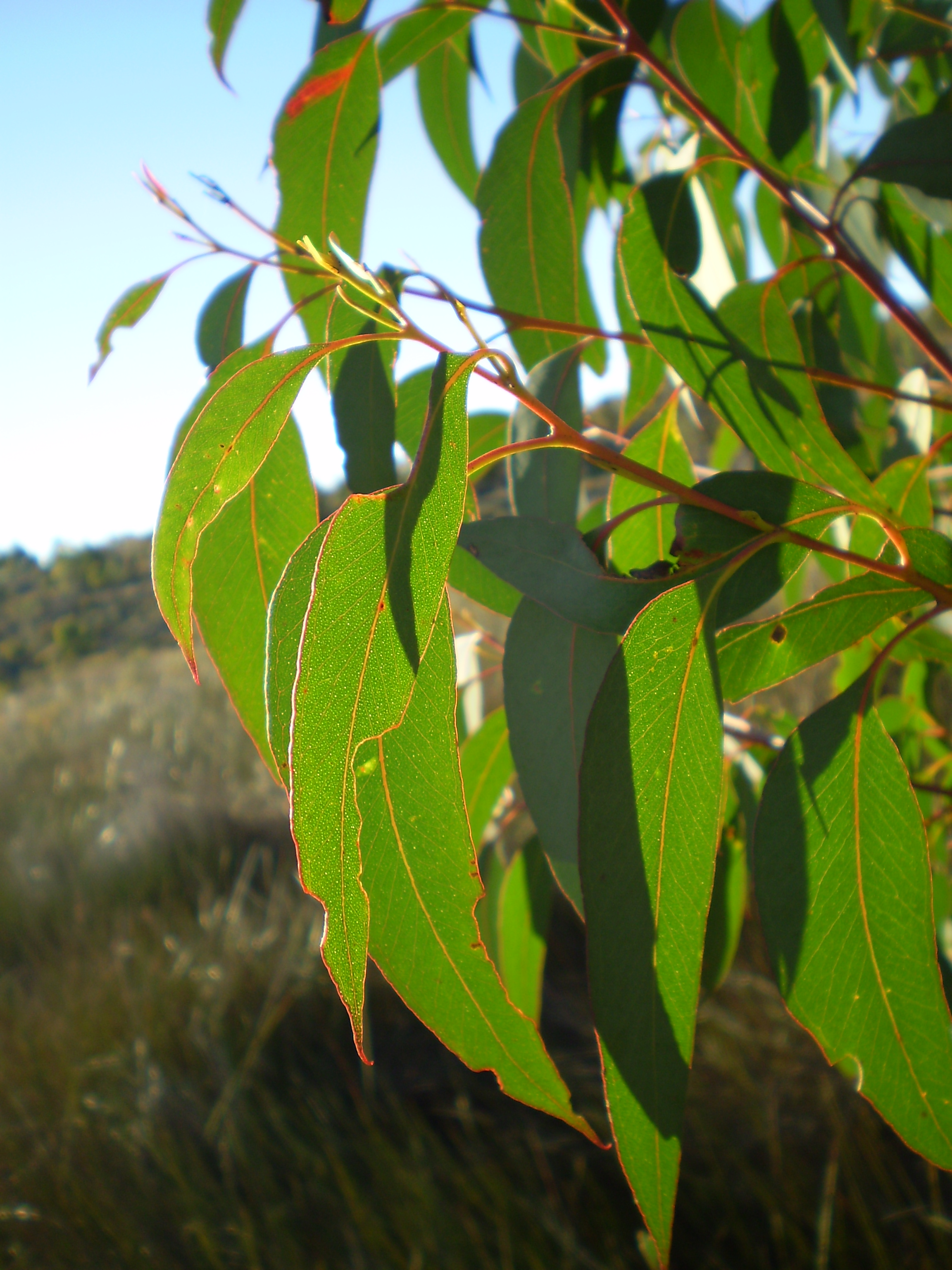
Laubblätter an erwachsenem Exemplar

### Erscheinungsbild und Blatt
Eucalyptus olida wächst als Baum, der Wuchshöhen von bis über 20 Meter erreicht. Die Borke verbleibt am gesamten Stamm und den größeren Ästen, ist grau bis grau-braun und fasrig bis kurzfasrig. An den oberen Teilen des Baumes ist sie weiß oder grau und schält sich in langen Bändern. Die Rinde der kleinen Zweige ist grün. Weder im Mark der jungen Zweige noch in der Borke gibt es Öldrüsen.
Bei Eucalyptus olida liegt Heterophyllie vor. Die Laubblätter sind stets in Blattstiel und -spreite gegliedert. An jungen Exemplaren ist die matt grau-grüne Blattspreite bei einer Länge von etwa 7 cm und einer Breite von etwa 5 cm eiförmig. An mittelalten Exemplaren die matt grau-grüne Blattspreite ebenfalls eiförmig, sichelförmig gebogen und ganzrandig. Der Blattstiel an erwachsenen Exemplaren ist schmal abgeflacht oder kanalförmig. Die auf Ober- und Unterseite gleichfarbig seidenmatt oder glänzend grüne Blattspreite an erwachsenen Exemplaren ist bei einer Länge von 8 bis 17 cm und einer Breite von 1,2 bis 2,6 cm breit-lanzettlich, relativ dick, sichelförmig gebogen, verjüngt sich zur Spreitenbasis hin und besitzt ein spitzes oberes Ende. Die erhabenen Seitennerven gehen in großen Abständen in einem spitzen oder sehr spitzen Winkel vom Mittelnerv ab. Die Keimblätter (Kotyledone) sind nierenförmig.

### Blütenstand und Blüte
Seitenständig an einem bei einer Länge von 8 bis 18 mm und einem Durchmesser von bis zu 3 mm im Querschnitt stielrunden, schmal abgeflachten oder kantigen Blütenstandsschaft stehen in einem einfachen Blütenstand sieben bis elf oder mehr Blüten zusammen. Die 2 bis 6 mm langen Blütenstiele sind stielrund. Die nicht blaugrün bemehlten oder bereiften Blütenknospen sind bei einer Länge von 3 bis 5 mm und einem Durchmesser von 2 bis 3 mm keulenförmig. Die Kelchblätter bilden eine Calyptra, die bis zur Blüte (Anthese) vorhanden bleibt. Die glatte Calyptra ist halbkugelig, kürzer als oder so lang wie der glatte Blütenbecher (Hypanthium) und ebenso breit wie dieser. Die Blüten sind weiß oder cremeweiß.

### Frucht
Die gestielte Frucht ist bei einer Länge von 5 bis 8 mm und einem Durchmesser von 5 bis 7 mm konisch, halbkugelig oder birnenförmig und vier- bis fünffächrig. Der Diskus ist flach, die Fruchtfächer sind eingeschlossen oder auf der Höhe des Randes.

## Vorkommen und Gefährdung
Das natürliche Verbreitungsgebiet von Eucalyptus olida ist das Gebiet vom Timbarra-Plateau bis zur Gibraltar-Range im Nordosten von New South Wales, das die Nationalparks Timbarra, Washpool und Gibraltar Range umfasst.
Eucalyptus olida an wenigen Stellen, dort aber häufig,  in trockenem Hartlaubwald oder lichtem Wald auf flachen, unfruchtbaren Böden über saurem Granit.
Eucalyptus olida wurde 1998 in der Roten Liste der IUCN als seltene („rare“) Art bezeichnet. In der Threatened Flora Lists von Australian Native Plants Society (Australia) = ANPSA liegt nach dem ROTAP-Coding-System 2RCa („2 - It has a range covering less than 100 km; R - Rare in the wild but with no current identifiable threat; Ca - Occurs within proclaimed reserves and the known population exceeds 1000 plants“) vor.

## Taxonomie
Die Erstbeschreibung von Eucalyptus olida erfolgte 1990 durch Lawrence Alexander Sidney Johnson und Kenneth D. Hill unter dem Titel New taxa and combinations in Eucalyptus and Angophora (Myrtaceae) in Telopea, Volume 4, Issue 1, S. 103. Das Typusmaterial weist die Beschriftung „NEW SOUTH WALES: Northern Tablelands: 4.2 km from the Gwydir Highway on the north-west fire trail, Gibraltar Range Natl. Park (29°31’S 152°15’E)“ auf.

## Nutzung
Aus den Laubblätter von Eucalyptus olida werden ätherische Öle destilliert, die als Geschmacks- und Geruchsstoff, auch in der Parfumindustrie, eingesetzt werden. Mit 98 % hat besitzen die Laubblätter einen sehr hohen Gehalt an Zimtsäuremethylester. Auch der Ölgehalt ist mit 2 bis 6 % sehr hoch.
Die getrockneten Laubblätter werden auch als Gewürz in der Bush-Food-Küche eingesetzt, besonders zusammen mit Obst und in Kräutertees. Die Blätter wirken als starkes Antioxidans.

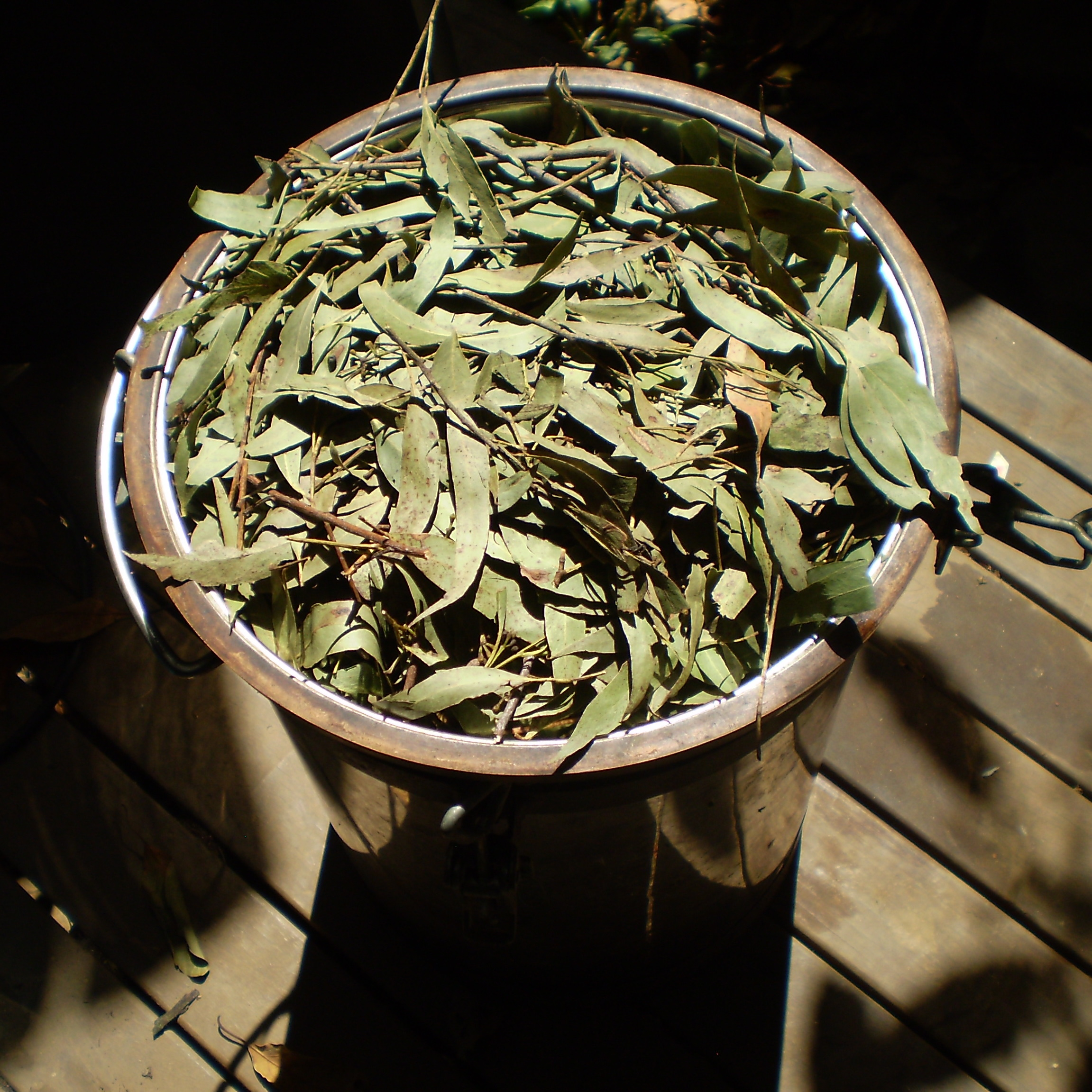
Laubblätter von Eucalyptus olida, vorbereitet für die Destillation
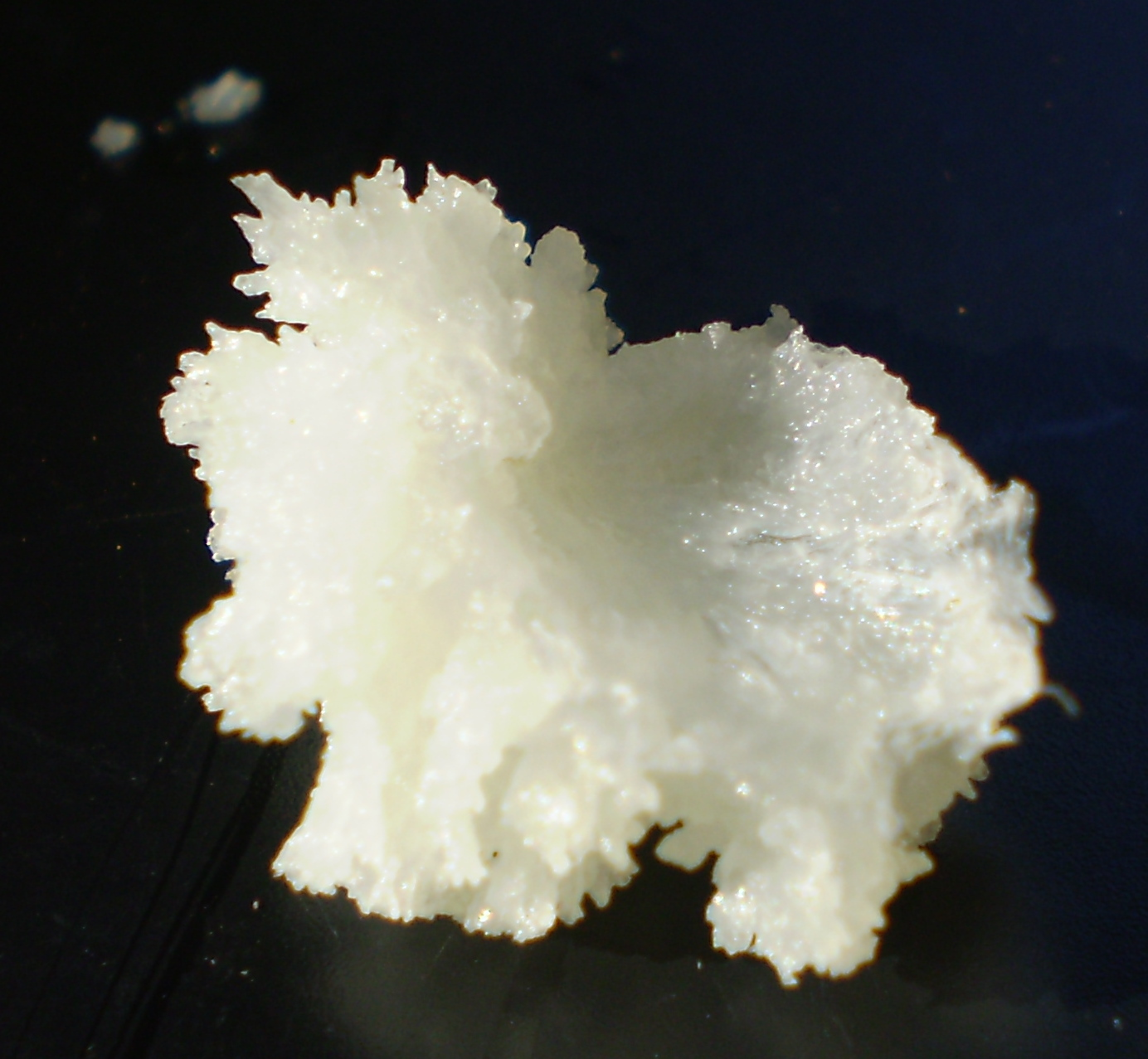
Zimtsäuremethylester